# Хакан Езмерт
Хакан Езмерт (тур. Hakan Özmert, нар. 3 червня 1985, Нант) — французький і турецький футболіст, півзахисник клубу «Антальяспор».

## Ігрова кар'єра
Народився у французькому Нанті. Почав займатися футболом у школі місцевого однойменного клубу. Згодом продовжив займатися футболом на своїй історичній батьківщині, в Туреччині.
У дорослому футболі дебютував 2007 року виступами за команду клубу «Антальяспор», в якій провів три сезони, взявши участь у 59 матчах чемпіонату.
Протягом 2010—2011 років захищав кольори команди клубу «Карабюкспор».
Своєю грою за останню команду привернув увагу представників тренерського штабу клубу «Ордуспор», до складу якого приєднався 2011 року. Відіграв за команду з Орду наступні два сезони своєї ігрової кар'єри.
До складу клубу «Карабюкспор» приєднався 2013 року, а за два роки перейшов до «Сівасспора».
З 2016 року грає за столичний «Істанбул ББ».